# SC Brandebourg
Le SC Brandebourg (en allemand : Sportclub Brandenburg) est un club omnisports fondé en 1923, possédant des sections d'athlétisme, curling, hockey sur gazon, patinage artistique et handball. Il possédait notamment une section de hockey sur glace aujourd'hui dissoute.

## Section Hockey sur glace

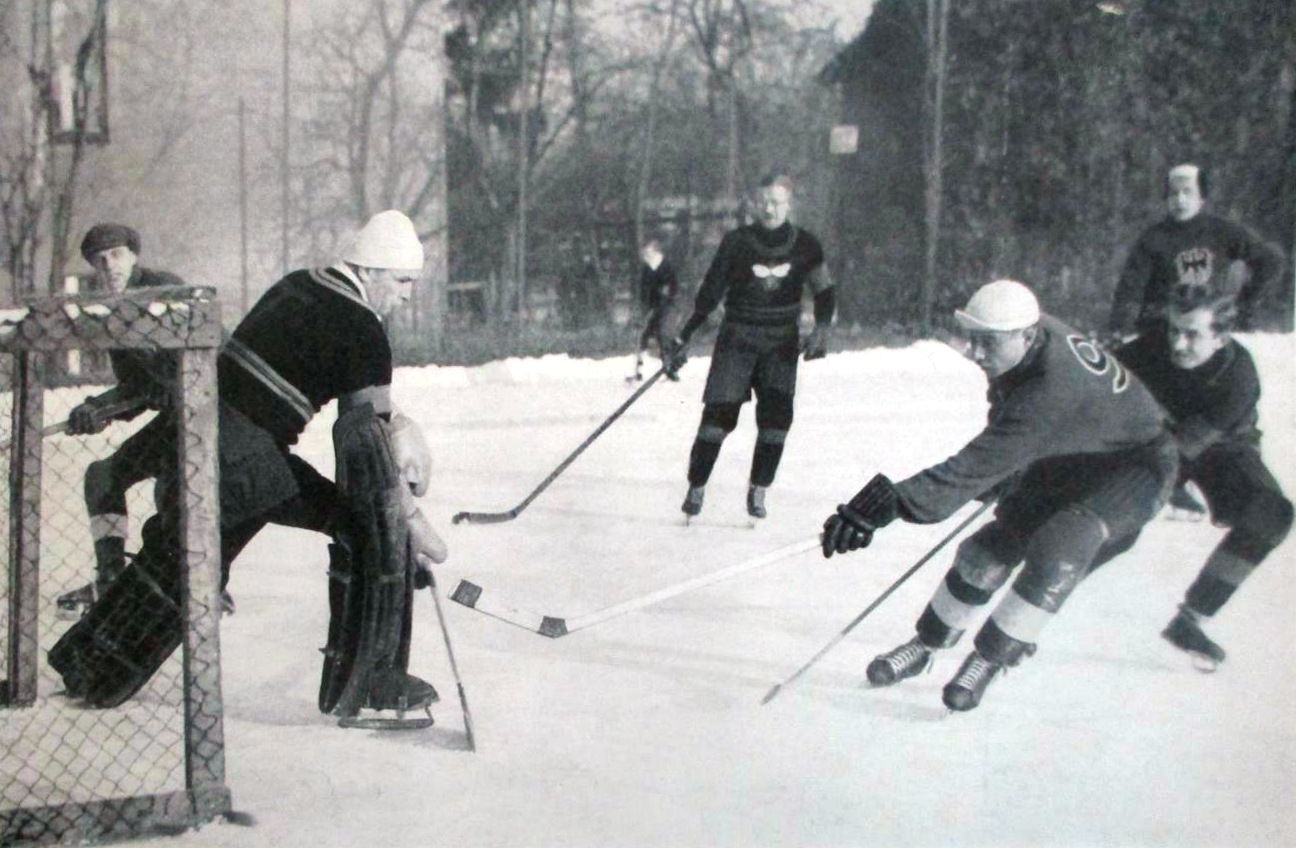
Match entre SC Brandenburg - Zehlendorfer Wespen en 1933

### Palmarès
- Bundesliga
  - Champion (2) : 1934, 1944
  - Vice-Champion (1) : 1930

## Section Hockey sur gazon

### Palmarès
- Championnat d'Allemagne de hockey sur gazon
  - Champion (2) : 1956, 1959
- Championnat d'Allemagne de hockey sur gazon féminin
  - Champion (1) : 1961